# Bistrica, Kozje
Bistrica este o localitate din comuna Kozje, Slovenia, cu o populație de 56 de locuitori.